# Merlespiger
Merlespiger (eller mergelspir) er et værktøj til reb- og sømandsarbejder, især på større sejlskibe, eksempelvis splejsning af reb og åbning og lukning af sjækler. Merlespigeren er en aflang kegle i metal og findes i mange størrelser.
Merlespigeren forveksles undertiden med splejsenålen, som også benyttes ved splejsning af reb. Splejsenålen er typisk et bøjet stykke metal med et træhåndtag.
En ters er større end et merlespiger og lavet af hårdt træ, f.eks. pukkenholt.